# Alcalá la Real
Pour les articles homonymes, voir Alcalá.
Alcalá la Real est une commune de la province espagnole de Jaén, en Andalousie. Située à l'extrémité sudoccidentale de la province, elle constituait une des places fortes importantes de la frontière du royaume nasride. Aujourd'hui peuplée d'environ 20 000 habitants, elle est l'une des principales villes de la province, grâce aux productions agricoles (oléiculture notamment) et au tourisme.

## Géographie
Limitrophe des provinces de Cordoue et de Grenade, Alcalá n'est distante que de 55 km de Grenade et de 110 km de Cordoue. Son territoire communal, qui intègre vingt aldeas (foyers de population isolés de la ville, semblables aux hameaux, et jouissant d'une autonomie administrative relative), est frontalier des communes d'Alcaudete, Castillo de Locubín, Valdepeñas de Jaén, Frailes, Montillana, Moclín, Illora, Montefrío, Almedinilla et Priego de Córdoba.

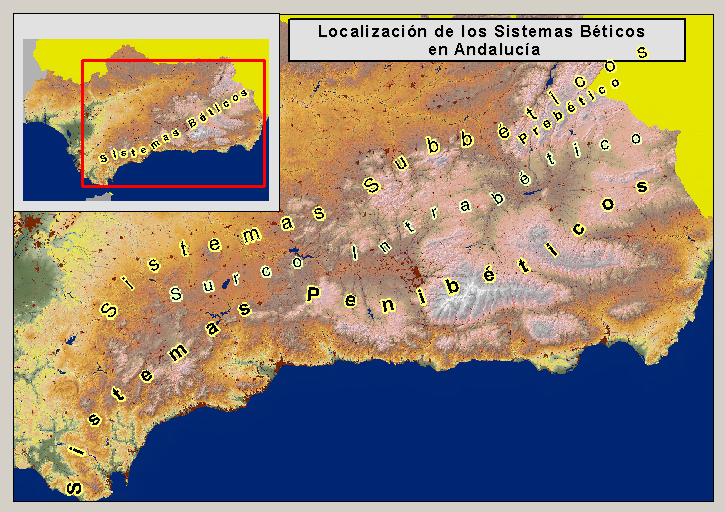
Les cordillères bétiques, avec la subbétique au nord et la pénibétique au sud.

Alcalá la Real est située à l'extrémité sudoccidentale de la province de Jaén, à environ 75 kilomètres de la capitale de celle-ci. Elle s'établit à 918 mètres d'altitude, au cœur des cordillères bétiques. Ce système montagneux constitue la colonne vertébrale de la moitié sud-est de la communauté autonome d'Andalousie, et est séparée de la Sierra Morena par le Guadalquivir. Plus précisément, Alcalá prend place au centre du sous-système des Sierras Subbéticas, qui représentent la partie septentrionale des cordillères bétiques, et parcourent les provinces de Cordoue, Jaén et une partie de celle de Grenade. La ville est entourée d'un certain nombre de massifs : Sierra de Priego, Sierra de Ahillos, Sierra de Valdepeñas, Sierra de Parapanda, Sierra de Moclín et Sierra de Frailes. Sa position en a fait dans le passé un important point de passage et de surveillance du territoire. Les montagnes et collines qui entourent la ville sont à l'unisson du reste de la province : l'olivier y règne en maître et semble s'étendre à l'infini aux alentours de la cité.

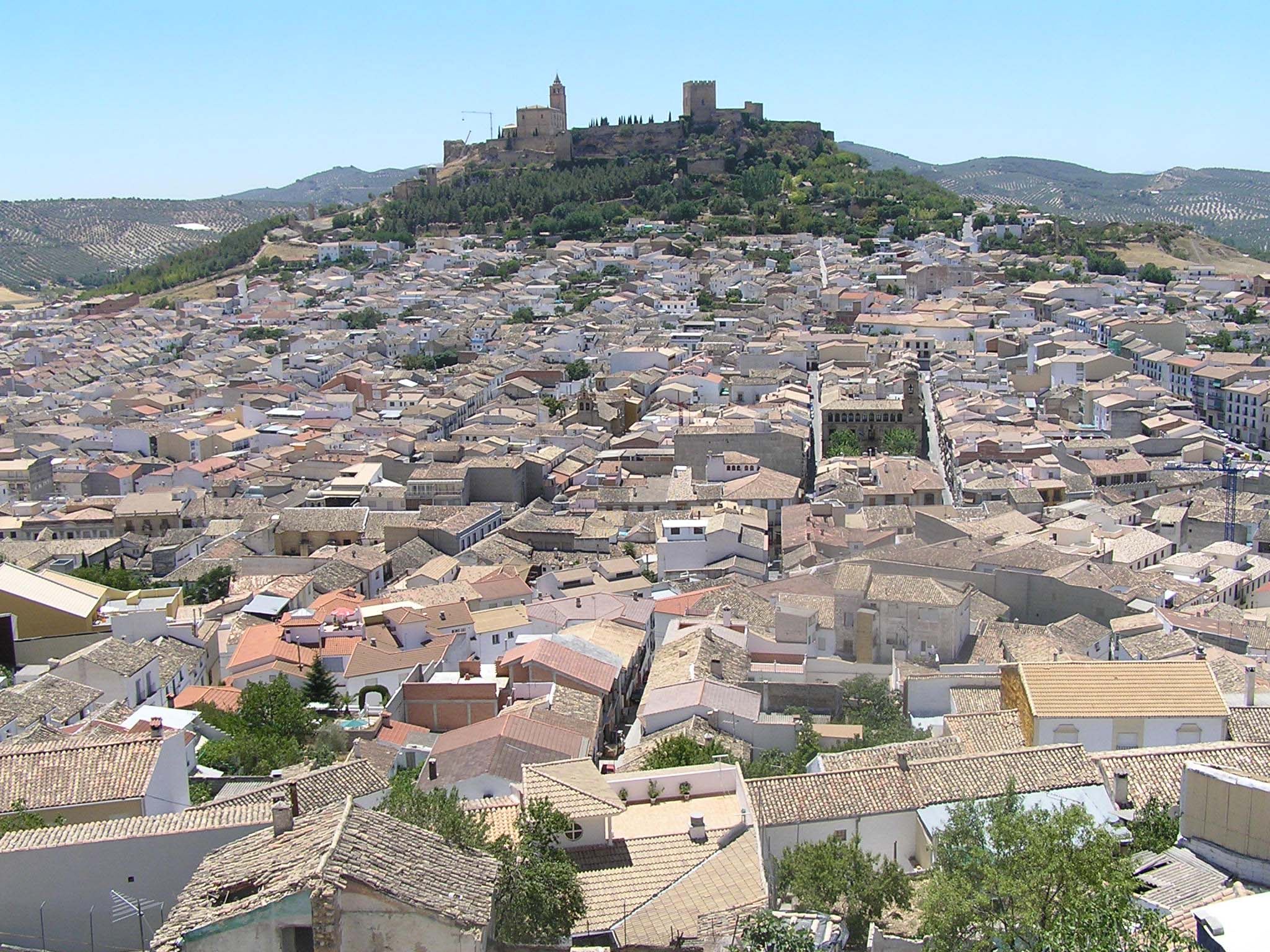
Vue panoramique d'Alcalá la Real

Alcalá connaît le même climat que le reste du territoire andalou. L'été et l'hiver y sont particulièrement longs, et entrecoupés de deux intersaisons beaucoup plus courtes et douces. L'hiver est caractéristique des régions de moyenne montagne, à savoir froid (jusqu'à - 7 °C) et humide, la neige pouvant régulièrement recouvrir les paysages de la région. L'été y est en revanche chaud et sec, avec des températures moyennes atteignant les 27 °C, pouvant grimper jusqu'à 37 °C. Le vent de montagne vient néanmoins rafraîchir quelque peu la contrée. La pluviométrie moyenne annuelle s'élève à 500 ml. Cette relative abondance explique la présence d'un important réseau fluvial, le territoire de la commune étant traversée par les rivières Guadalcotón, Saladillo et Velillos, toutes trois appartenant au bassin versant du Guadalquivir.
Enfin, la ville est particulièrement bien reliée aux grands centres urbains de l'est et du centre de l'Andalousie. La route nationale N-432 la relie à Grenade et Badajoz, tandis que les routes régionales A-339, A-403 et A-44 la connectent respectivement à Priego de Córdoba et Estepa, Iznalloz, Bailén et Motril.

## Démographie
Selon le système d'information du Recensement 2011, la municipalité d'Alcalá la Real comptait 21758 personnes, leur moyenne d'âge était de 42,75 ans et le pourcentage de population étrangère était de 4,90%. 
Évolution du nombre des habitants de la ville de Alcalá la Real depuis 1842:

### Population des noyaux de population d'Alcalá la Real
Répartition de la population selon le recensement disponible sur le site internet de l'Institut national de la statistique (Espagne).
| Noyau de population    | Habitants (2016) | Hommes | Femmes |
| ---------------------- | ---------------- | ------ | ------ |
| Alcalá la Real         | 16711            | 8203   | 8508   |
| Caserías de San Isidro | 68               | 35     | 33     |
| Charilla               | 386              | 187    | 199    |
| Ermita Nueva           | 601              | 304    | 297    |
| Fuente Álamo           | 147              | 80     | 67     |
| Fuente del Rey         | 186              | 87     | 99     |
| La Hortichuela         | 156              | 85     | 71     |
| La Pedriza             | 238              | 117    | 121    |
| La Rábita              | 758              | 380    | 378    |
| Las Grajeras           | 150              | 70     | 80     |
| Mures                  | 623              | 308    | 315    |
| Peñas de Majalcorón    | 31               | 19     | 12     |
| Puertollano            | 39               | 20     | 19     |
| Ribera Alta            | 300              | 153    | 147    |
| Ribera Baja            | 77               | 33     | 44     |
| Santa Ana              | 988              | 473    | 515    |
| San José               | 38               | 17     | 21     |
| Venta de Agramaderos   | 168              | 94     | 74     |
| Villalobos             | 93               | 51     | 42     |

## Histoire
Le site d'Alcalá la Real semble avoir été occupé dès le Ve millénaire av. J.-C.. Au cours du Néolithique, la zone représentait sans doute un lieu de passage, mais aussi de vie, les territoires de montagne ayant certainement servi à l'élevage. Plus tard, à l'âge du bronze, des groupes humains se sont probablement installés dans l'actuel quartier de San Marcos, aux abords de la colline du même nom, située au nord du centre actuel.
Des Turdules originaires de la région de Jaén colonisèrent le nord d'Alcalá au IIe siècle av. J.-C., et furent suivis des Romains, dont la présence est attestée par nombre d'inscriptions, des ponts sur le Guadalcotón, des citernes, des vestiges de fortifications, des chaussées, mais aussi par des éléments trouvés sur le site de La Mota. 

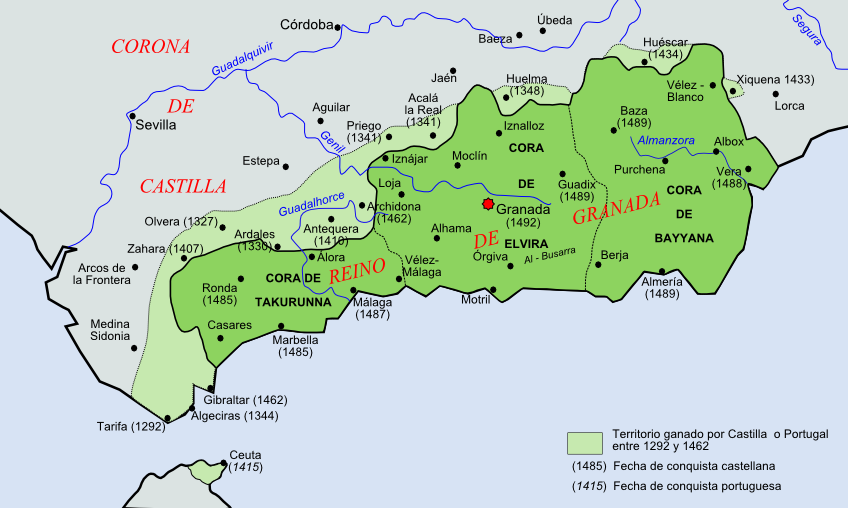
La frontière entre la Castille et le Royaume de Grenade

Après avoir été placée sous domination wisigothique, la cité fut intégrée aux territoires d'Al Andalus, dont elle ne fut détachée qu'en 1341. Les premiers Musulmans à coloniser la cité arrivèrent en 713, et Alcalá fut rapidement dominée par le clan des Banu Yahsub. C'est à cette époque que la ville acquit sa physionomie actuelle, dominée par la forteresse de La Mota, qui n'était à l'origine qu'une simple tour de surveillance. Abd al-Rahman II organisa au IXe siècle tout le réseau de tours de guet autour de la ville, dont l'objectif initial était de protéger Alcalá des attaques venues du nord. À la suite de l'effondrement du Califat de Cordoue et de la désintégration d'Al Andalus en de multiples taifas, la ville fut absorbée par le royaume ziride de Grenade. L'avancée chrétienne au sud de la Meseta au XIe siècle amena Alphonse VI de Castille aux portes d'Alcalá. Le Castillan s'empara de la forteresse après le refus des populations de s'acquitter des parias. Néanmoins, les Grenadins remirent rapidement la main sur Alcalá qui connut au XIIe siècle son apogée : la cité était alors indépendante du pouvoir des Almoravides et Ibn Said al-Magribí faisait rayonner la culture dans la ville. Celle-ci était alors dominée par le clan des Banu Said, qui lui laissèrent son nom, Qal-at Banu Said, connu par les Chrétiens comme Alcalá de Benzaide.
Avec la conquête définitive des royaumes de Jaén, Cordoue et Séville par Ferdinand III de Castille entre 1224 et 1248, la ville devint un point stratégique de contrôle de la frontière pour les Nasrides, dont elle dépendait. Sa forteresse, renforcée par un réseau de tours de guet assurait la défense septentrionale du fragile royaume musulman. La ville passa alors alternativement sous la coupe des Nasrides et des Castillans. Alphonse XI de Castille finit par en prendre définitivement possession le 5 août 1341 et lui octroya un for, un finage ainsi que le nom de Real. Il fonda surtout une très importante abbaye, placée sous patronage royal, et qui allait devenir l'une des principales institutions ecclésiastiques andalouses, indépendante de tout pouvoir épiscopal. La ceinture de tours de guet fut renforcée au sud de la ville pour faire face aux éventuelles agressions des Nasrides.
Alcalá la Real connut dès lors un développement spectaculaire, liée au renforcement de son rôle de forteresse-frontière avec le royaume nasride, jusqu'à la chute de ce dernier au XVe siècle. La population augmenta rapidement, et dut s'établir hors-les-murs. La zone élevée de La Mota fut réservée à l'usage de l'abbaye, tandis que de nouveaux faubourgs naissaient en des lieux moins escarpés, tout en laissant à l'abandon les anciens quartiers musulmans. Néanmoins, l'époque moderne signa le lent et inexorable déclin de cette cité, dépourvue de ses fonctions stratégiques. Le 27 janvier 1810, le général Sébastiani y battit la cavalerie espagnole. Au début du XIXe siècle, la ville se trouvait quasiment dépeuplée, et l'état de délabrement fut accentué par le grand incendie qui détruisit en partie la forteresse, qui fut peu à peu démantelée.

## Personnalités célèbres
- José del Castillo Sáenz de Tejada (1901-1936), militaire espagnol.